# Les Vacances de Ducobu
Série Ducobu
L'Élève Ducobu
(2011) Ducobu 3
(2020)
Pour plus de détails, voir Fiche technique et Distribution.
Les Vacances de Ducobu est une comédie française écrite et réalisée par Philippe de Chauveron, sortie le 25 avril 2012. 
Une suite, intitulée Ducobu 3, sort le 5 février 2020.

## Synopsis
Juin 2012. Après une première année à l’école Saint-Potache où Ducobu a quand même sauvé ses camarades des griffes d’un loup en classe de nature dans le premier volet, les vacances sont à peine arrivées et sont pour Ducobu l'occasion de penser à tout ce qu'il va pouvoir faire pendant ce congé. Mais ces vacances ne vont pas être de tout repos car son père lui annonce le programme : ils partent avec la famille Gratin. Avec Léonie et sa mère, Ducobu va découvrir un nouveau rythme : réveil aux aurores, musées et révisions. Pour couronner le tout, Ducobu tombe sur Latouche et Mademoiselle Rateau qui passent leurs vacances dans le même camping. C'est alors qu'il trouve la trace d’un trésor perdu sur une île où vivrait entre autres un terrible monstre mi-porc, mi-ours surnommé le Pours, qui a le don d'effrayer les touristes, les marins, et même désormais les jeunes écoliers.

## Fiche technique
- Titre : Les Vacances de Ducobu
- Réalisation : Philippe de Chauveron
- Scénario & Dialogues : Guy Laurent, Marc de Chauveron et Philippe de Chauveron, d’après la série de bandes dessinées L'Élève Ducobu de Zidrou et Godi
- Son : Germain Boulay
- Musique : Marc Chouarain
- Directeur de la Photographie : Christophe Paturange
- Décors : Alexandre Husson
- Montage : Sandro Lavezzi
- Production : Romain Rojtman (UGC)
- Producteur exécutif : Frédéric Bruneel
- Société de production : Les Films du 24[1]
- Société de distribution : UGC Distribution
- Pays d'origine :  France
- Budget : 10 810 000 euros[2]
- Box-office France : 1 034 486 entrées
- Durée : 93 minutes
- Langue originale : français
- Format : couleur - 1.85:1
- Genre : comédie
- Date de sortie :
  - France : 25 avril 2012
- Date de sortie DVD :
  - France : 17 octobre 2012

## Distribution
- François Viette : Ducobu
- Élie Semoun : Gustave Latouche / Maman Latouche
- Juliette Chappey : Léonie Gratin
- Joséphine de Meaux : Mlle Ghislaine Rateau
- Helena Noguerra : Adeline Gratin
- Pierre-François Martin-Laval : Hervé Ducobu
- Bruno Salomone : Esteban
- Jean-Marc Ravera : le vieux marin dit « Capitaine Tire-Bouchon »
- Cyril Lecomte : le directeur du camping
- André Penvern : l'explorateur
- Mohamed Metina : le guide du musée
- Frédéric Saurel : le poissonnier
- Jean-Michel Lahmi : le directeur du musée
- Farrah Delaunay M'Bengue : la vendeuse de vêtements
- Gérald Nguyen Ngoc : le Chinois
- Denis Mouries : le patron du bar
- Frédéric Restagno : le marin
- Anaïs Fabre : l'infirmière
- Beebish : l'assistante du directeur du village
- Annabelle Celton : Alice
- Antoine Semoun : Latouche à 16 ans

## Production

### Choix des acteurs
Dans ce deuxième volet, presque tous les personnages principaux sont incarnés par les mêmes acteurs que dans le premier film, seuls Ducobu et son père, Hervé Ducobu, changeant d'interprètes :
- François Viette remplace Vincent Claude qui paraît trop « âgé » pour le rôle de Ducobu ;
- Pierre-François Martin-Laval remplace Bruno Podalydès pour le rôle d'Hervé Ducobu ;
- Cyril Lecomte, qui incarnait un agent immobilier dans le premier film, revient dans ce deuxième volet dans le rôle du directeur du camping.

### Tournage
Le tournage a eu lieu entre août et octobre 2011 à Paris et en Provence, à Hyères (Vieux Salins, port du Niel), à Cassis, à Giens et à La Seyne-sur-Mer (Saint-Elme),.

## Accueil

### Accueil critique
En France, le site Allociné propose une note moyenne de 2,8⁄5 à partir de l'interprétation de critiques provenant de 5 titres de presse.

### Box office
Le film passe la barre du million d'entrées avec 1 034 486 spectateurs, score en baisse de 41 % par rapport au premier film (1 469 741 entrées).

## Série de films
- Ducobu (série de films)